# Параджанов (фильм)
«Параджанов» (фр. Je Paradjanov — soviétique artiste) — биографическая драма 2013 года режиссёров Елены Фетисовой и Сержа Аведикяна о годах жизни кинорежиссёра Сергея Параджанова.
Премьера фильма состоялась 4 июля 2013 на кинофестивале в Карловых Варах (Чехия), затем, 13 июля 2013 на кинофестивале в Ереване (Армения). Во французский прокат фильм вышел 7 января 2015 года.

## Сюжет
Киев, 1958 год. Режиссёр Сергей Параджанов получает постановку. Он будет экранизировать повесть Михаила Коцюбинского «Тени забытых предков».
На съемочной площадке в карпатском селе Параджанов тщательно выстраивает кадр, уделяет внимание мелочам, чем вызывает непонимание и раздражение у оператора фильма, который, вспылив, вызывает режиссёра на дуэль. Поединок назначен на утро. Тем же утром в клуб привозят проявленный материал, посмотрев который оператор признаёт в Параджанове гения. Дуэль отменяется.
Во время премьеры фильма «Тени забытых предков» на сцену выскакивает парень, который во всеуслышание сообщает о начавшихся арестах интеллигенции в Киеве и Львове. Параджанов объявляется националистом, на его родственников начинается давление на работе, в его окружение внедряют информаторов.
День рождения Параджанова. К нему в дом приходит молодой архитектор Арсений, сын большого начальника в ЦК. Между ними возникает дружба, которую отцу Арсения преподносят как проявление мужеложства.
Параджанов вынужден покинуть Киев: несмотря на то, что его фильм с успехом идёт по всему миру, он лишен работы и уезжает в Армению, где утвердили к постановке его сценарий. Однако спокойной работы нет и там. Отснятый материал нового фильма «Саят-Нова» затребовала Москва на просмотр.
Параджанов арестован и осужден к лишению свободы. Отбывает наказание в разных исправительно-трудовых колониях.
Тбилиси, 1983 год. Стареющий Параджанов без работы, его подкармливают соседи. В Тбилиси приезжает Марчелло Мастроянни, который вместе с министром культуры ГССР приходит в гости к Параджанову. Тот из приёма устраивает настоящий перфоманс. Вопрос Марчелло о том, над чем работает Параджанов ставит в тупик министра. Давид Абашидзе, которому дали постановку, уговаривает отдать её своему другу Параджанову. Принимается компромиссное решение: Абашидзе с Параджановым — сопостановщики нового фильма. После просмотра фильма «Легенда о Сурамской крепости» комиссия выражает крайнее неудовольствие результатом работы, а Параджанов уверен, что их слова — верный признак того, что снят гениальный фильм.

## В ролях
- Серж Аведикян — Сергей Параджанов
- Юлия Пересильд — Светлана Щербатюк, жена Параджанова
- Карэн Бадалов — Лаэрт
- Заза Кашибадзе — Давид «Додо» Абашидзе, режиссёр
- Юрий Высоцкий — Панин
- Антон Яковлев — Мурашов
- Роман Луцкий — Илья Григорьевич, оператор (прототип — Юрий Ильенко)
- Константин Войтенко — Дима, ассистент Параджанова
- Виктор Марвин — Арсений
- Михаил Пшеничный — Александр, осведомитель КГБ
- Андрей Фединчик — Миша
- Леся Островская — Татьяна
- Фердинандо Висентини Оргнани[итал.] — Марчелло Мастрояни
- Дареджан Хачидзе — Манана
- Владимир Кузнецов — ректор
- Алла Сергийко — Виолетта
- Осип Найдук — Петро
- Лина Будник — Евдокия
- Владимир Беляев — смотрящий в камере
- Сергей Малюга — зэк в лазарете
- Владимир Андреев — начальник
- Владимир Козырь — председатель комитета
- Алексей Комисарук — авторитет на зоне
- Анатолий Приймак — Толян, авторитет на зоне
- Борислав Борисенко — «шестёрка»
- Ольга Радчук — Мария
- Людмила Саченко — дежурная в гостинице
- Анна Карпова — девушка в автобусе
- Екатерина Кистень — администратор
- Ираклий Апакидзе — министр культуры
- Бека Элбакидзе — переводчик
- Малхаз Абуладзе — Мелик
- Гаяне Гаспарян — бухгалтер
- Зураб Набиашвили
- Константин Вартанян — «золотой мальчик»
- Нино Гомартели — мать Параджанова
- Алеко Махароблишвили — отец Параджанова
- Филипп Козлов — Сергей Параджанов в детстве
- Заза Бежашвили — художник
- Эка Мжаванадзе — журналистка
- Джордж Давадзе — Феликс
- Николай Кейван — парикмахер

## Съемочная группа
- Автор сценария: Елена Фетисова
- Режиссёры-постановщики:
  - Елена Фетисова
  - Серж Аведикян
- Оператор-постановщик: Сергей Михальчук

## Призы и награды
- 2013 год
  - Специальный приз жюри Международного кинофестиваля Festival du cinéma européen en Essonne (Франция)[2]
  - Специальный приз жюри таллинского кинофестиваля «Тёмные ночи» (Black Nights Film Festival) (Эстония)[3]
  - Номинация на Главный приз программы «К Востоку от Запада» кинофестиваля в Карловых Варах (Чехия)
  - Приз «Золотой Дюк» за лучший украинский фильм IV Международного Одесского кинофестиваля[4]
  - Приз за лучшую мужскую роль (Серж Аведикян) международного фестиваля артхаусного кино в Батуми (Batumi International Art-house Film Festival / BIAFF)[5]